# Ferula nuda
Ferula nuda är en flockblommig växtart som beskrevs av Spreng.. Ferula nuda ingår i släktet stinkflokesläktet, och familjen flockblommiga växter. Inga underarter finns listade i Catalogue of Life.